# GRN-529
GRN-529 je lek koji se koristi u naučnim istraživanjima. On je negativni alosterni modulator metabotropnog glutamatnog receptora 5 (mGluR5).
Studija sprovedena u kompaniji Pfizer je ustanovila da GRN-529 redukuje repetitivno ponašanje bez sedacije i parcijalno povećava društvenost u mišjim modelima autizma. Jedna druga studija iste kompanije je utvrdila terapeutski značajno dejstvo u životinjskim modelima depresije. Smatra se da deluje putem redukovanja hiperaktivnosti glutamatnog receptora.